# 木寨岭

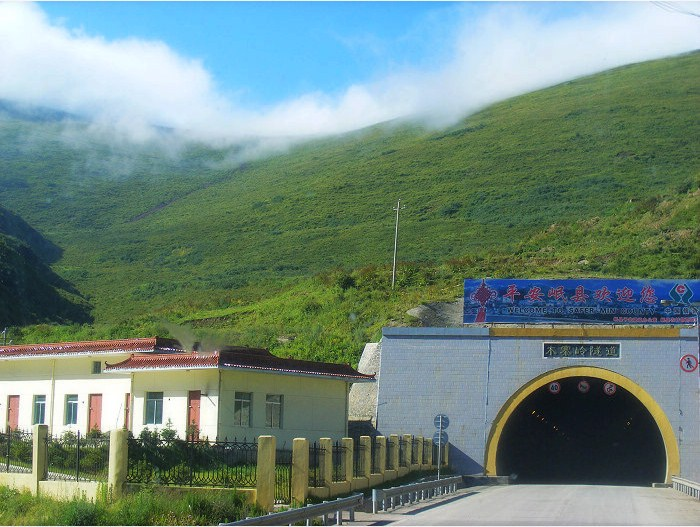
岷县木寨岭

木寨岭在甘肃岷县北部与漳县交界处的岭罗山区，为洮河、渭河分水岭。该地有属漳县管辖的国营木寨岭林场。

## 隧道
- 兰渝铁路木寨岭隧道，建设中。
- 兰海高速木寨岭隧道，2024年1月通车，标志兰海高速大陆段全线通车。
- 212国道木寨岭隧道，2004年6月通车，位于漳县、岷县交界处，海拔2891米，全长1712米，二级公路引线9010米。